# 森寛子 (ラジオパーソナリティ)
森 寛子（もり ひろこ、5月8日 - ）は、日本のラジオパーソナリティ。エフエム徳島に所属。兵庫県宝塚市出身。

## 来歴・人物
兵庫県宝塚市出身。2014年よりNHK室蘭の契約キャスターを2016年まで務める。エフエム徳島に入社し、『TOKUSHIMA MORNING LIVE Compass』の水曜日と『Station × Station』の月曜日をそれぞれ担当している。2023年よりNHK徳島放送局の契約キャスター。

## 出演番組

### 現在の担当番組
- とく６徳島

### 過去
- TOKUSHIMA MORNING LIVE Compass
- Station × Station
- ほっとニュース北海道いぶりDAYひだか